# V472 Возничего
V472 Возничего (лат. V472 Aurigae) — одиночная переменная звезда в созвездии Возничего на расстоянии (вычисленном из значения параллакса) приблизительно 2276 световых лет (около 698 парсеков) от Солнца. Видимая звёздная величина звезды — от +10,7m до +10,2m.

## Характеристики
V472 Возничего — красный гигант, пульсирующая полуправильная переменная звезда типа SRB (SRB) спектрального класса M. Радиус — около 30,18 солнечных, светимость — около 97,454 солнечных. Эффективная температура — около 3301 K.